# Alina Filipowicz-Banach
Alina Filipowicz-Banachowa (ur. 1927, zm. 27 maja 2016) – polska okulistka, profesor nauk medycznych (tytuł uzyskała w 1992 r.). Była kierownikiem oddziałów okulistycznych w kilku warszawskich szpitalach.